# Кін IV (вистава)
«Кін IV» — вистава Національного академічного драматичного театру імені Івана Франка, поставлена за одноїменною п'єсою російського драматурга Григорія Горіна, створеною за мотивами п'єси «Кін, або Геній і безпутність» французького письменника Александра Дюма.
Прем'єра вистави відбулася 9 червня 1999 року і стала режисерським дебютом Анатолія Хостікоєва, який також незмінно грав і головну роль Едмунда Кіна.
Останній показ відбувся через 20 років аншлагових показів 15 червня 2019 року.

## Творчий склад
- Автор — Григорій Горін (за мотивами п'єси «Кін, або Геній і безпутність» Александра Дюма)
- Український переклад  — Ярослав Стельмах
- Художній керівник вистави — Сергій Данченко
- Режисер-постановник, музичне оформлення — Анатолій Хостікоєв
- Сценографія та костюми — Андрій Александрович-Дочевський
- Модельєр-конструктор — Тетяна Соловйова
- Балетмейстер — Борис Каменькович
- Фехтування у постановці — Володимир Абазопуло
- У виставі використано музику вокально-інструментального ансамблю The Beatles
- Звукорежисер — Олександр Пліса
- Художник по світлу — Ігор Ваховський

## Дійові особи та виконавці
- Едмунд Кін — Анатолій Хостікоєв
- Анна Дембі — Наталія Сумська / Тетяна Олексенко-Жирко / Ксенія Баша
- Принц Уельський — Олексій Богданович
- Граф Кефельд — Олексій Паламаренко / Володимир Зозуля
- Єлена — Любов Кубюк
- Ема Госуілл — Ірина Дорошенко / Поліна Лазова
- Лорд Мюіл — Валерій Дудник / Олексій Паламаренко
- Констебель — Володимир Зозуля / Анатолій Чумаченко / Вадим Полікарпов
- Лікар — Василь Мазур / Євген Шах
- Хазяїн ресторану — Євген Шах / Назар Задніпровський / Михайло Крамар
- Циліндр — Анатолій Гнатюк / Назар Задніпровський
- Капелюшок — Анастасія Добриніна / Лариса Красовська / Леся Липчук
- Соломон — Олексій Петухов
- Кепка — Іван Кадубець / Володимир Ніколаєнко / Олег Терновий
- Чарльз Кін — Володимир Жирко / В'ячеслав Хостікоєв / Анна-Марія Жирко («роль на вирост» загалом зіграло п'ять дітей)
- У виставі було задіяно артистів оркестру під керівництвом Володимира Гданського та артистів балету театру

## Історія створення
Роботу над «Кіном IV» Григорія Горіна (український переклад Ярослава Стельмаха) розпочав художній керівник Театру ім. І.Франка Сергій Данченко. Але одразу після проведеного читання захворів, і робота над виставою фактично припинилася. Тоді Сергій Володимирович і запропонував втілити постановку акторові театру Анатолію Хостікоєву.
Музичне вирішення підказала фраза з епізоду п'єси, коли одинокий Кін запитує адресу ресторації, в якій провів час на самоті. Відповідь — «Ліверпуль, стріт, 17». Таким чином у виставі з'явився хіт «You'll Never Walk Alone» (укр. «Ти ніколи не будеш іти один») — гімн уболівальників футбольного клубу «Ліверпуль».
Номер з грою на ударній установці під рядки з «Короля Ліра» Шекспіра з'явився з відчуття того, що Анатолію Хостікоєву не вистачало зовнішнього ритму. Попри наяність музичної освіти у актора (Хостікоєв грає на баяні та акордеоні), опановувати барабани довелося за тиждень до прем'єри. За спогадами, тренера з барабанів вдалося знайти у Київській консерваторії — студент Геннадій Хлопотов спершу акомпанував на барабанах, коли Хостікоєв читає текст із «Короля Ліра» — тоді й відбулося поєднання композиції з концерту «Eybiroud» «The Beatles». Згодом — проводив експрес-навчання. Працювали щоденно, в балетному класі театру. Ранком, з сьомої до пів на одинадцяту (об одинадцятій відбувалася репетиція іншої вистави); вдень, з другої до шостої; і ще дві години після вечірньої вистави. Номер був готовий акурат до прем'єри.
На прем'єру драматурга не запрошували. Вже після того, як вистава з аншлагами йшла певний час, в газеті «Радянська культура» вийшло інтерв'ю із Григорієм Горіним, де між іншим йшлося про створення п'єси «Кін IV» у 1991-у році за мотивами драми «Кін, або Геній і безпутність» Александра Дюма, про її постановки в різних театрах (зокрема у Московському ім. Маяковського із Олександром Лазарєвим у титульній ролі). Там же було зізнання, що Горін київської версії не бачив. За виправлення ситуації взялися супруги Хостікоєви — Наталія Сумська знайшла телефон драматурга та запросила на виставу, зустріла його в аеропорту Борисполя, привезла до театру, де виявилося, що всі квитки на виставу продані. Розглядали варіант приставного стільця, але 193-х сантиметровий зріст Григорія Ізрайлевича унеможливив таке рішення. Зрештою зняли резерв у директорський дев'ятий ряд.
Вистава розпочинається з того, що Кін скасовує виставу. Анатолій Хостікоєв кожного разу знаходив різні приводи для цього. На виставі, де був присутній Григорій Горін, такою нагодою стала автограф-сесія драматурга, яка ледь не зірвала показ. По завершенню Горін назвав виставу найкращою з бачених постановок, а Хостікоєва — «українським Кіном».
Розбір вистави Григорій Горін робив на п'яти сотках дачі Хостікоєва на Десні, збіжавши від чиновників Міністерства культури, які збиралися використати приїзд московського драматурга, і відвезли його до ресторації. Спілкування тривало до самого ранку. Зокрема йшлося про плани влаштувати у Москві фестиваль вистав, поставлених за творами драматурга. «…назва скромненька — „Горінскій Фестіваль“! Обов'язково запрошу ваш спектакль… Можемо побешкетувати… Лазарєв із партнеркою зіграє у вашому спектаклі, а ви з Наташею у виставі Театру Маяковського». Втіленню задумів завадила смерть Горіна 15 червня 2000 року.

## Хронологія вистави
- 1999, 9 червня — Прем'єра вистави
- 2003, 15 лютого — «Кін IV. Театральна фантазія» — адаптація вистави до бенефісного вечора Анатолія Хостікоєва[6]
- 2005, 29 листопада — 100-а вистава[3]
- 2009, 9 червня — 10-річчя вистави[7]
- Дворічна перерва вистави[8]
- 2012, 8 листопада — 150-а вистава[9][8]
- 2019, 15 червня — 20 років виставі, зіграна востаннє[4][2]

## Прощання із виставою
Святкування 20-річчя вистави та останній її показ було заплановано та втілено 15 червня 2019 року. Прощання пройшло під слоганом «20 років аншлагів».
За п'ять днів до останнього показу на сторінці Анатолія Хостікоєва у фейсбуці з'явився допис із спогадами про виставу часів прем'єри, фотографія із драматургом Григорієм Горіним. Режисер сам проанонсував припинення сценічного життя вистави.

## Премії та нагороди
- 1999 — Премія України в галузі театрального мистецтва «Київська пектораль»:
  - Лауреат у номінації «Найкраща драматична вистава» (в номінації були «РЕхуВІлійЗОР» Станіслава Мойсеєва у Молодому театрі та «Три сестри» Андрія Жолдака у Національному театрі ім. Франка)
  - Лауреат у номінації «Найкращий режисерський дебют» — Анатолій Хостікоєв